# Oppe over byen
|  | Denne artikel er oprettet af botten Steenthbot ud fra en ekstern database. Den kan derfor have sproglige fejl eller mangler. Denne skabelon kan fjernes efter kontrol af indholdet. |

Oppe over byen er en dansk animationsfilm fra 1963 instrueret af Ole Berggreen og efter manuskript af Ole Berggreen og Mogens V. Rasmussen.

## Handling
Konkurrencen fra udlandet tvinger en virksomhed til at rationalisere. Man tilkalder en konsulent, der påpeger en række fejl i virksomhedens planlægning og interne kommunikation. Under arbejdet med omlægning af produktionen forsømmer man at orientere virksomhedens medarbejdere, og det trækker op til strejke, som dog afværges.

## Medvirkende
- Ebbe Rode
- Jørn Jeppesen
- Bendt Rothe